# Fondali San Remo - Arziglia
Fondali San Remo - Arziglia este o arie protejată (arie specială de conservare — SAC, sit de importanță comunitară — SCI) din Italia întinsă pe o suprafață de 564 ha, integral marine.

## Localizare
Centrul sitului Fondali San Remo - Arziglia este situat la coordonatele 43°47′31″N 7°43′51″E / 43.791944°N 7.730833°E.

## Înființare
Situl Fondali San Remo - Arziglia a fost declarat sit de importanță comunitară în iunie 1995 pentru a proteja . Situl a fost protejat și ca arie specială de conservare în octombrie 2016.

## Biodiversitate
Situată în ecoregiunea mediteraneană, aria protejată conține 2 habitate naturale: Bancuri de nisip acoperite în permanență slab de apă marină, Straturi cu Posidonia (Posidonion oceanicae).
La baza desemnării sitului se află un număr nedeclarat de specii protejate:
Pe lângă speciile protejate, pe teritoriul sitului au mai fost identificate 1 specie de nevertebrate, 6 specii de pești.